# Oncophanes betulae
Oncophanes betulae är en stekelart som beskrevs av Muesebeck 1935. Oncophanes betulae ingår i släktet Oncophanes och familjen bracksteklar. Inga underarter finns listade i Catalogue of Life.